# Hăsnășenii Mari
Hăsnăşenii Mari es una comuna y localidad de Moldavia en el distrito (raión) de Drochia.

## Geografía
Se encuentra a una altitud de 114 m s. n. m. a 161 km de la capital nacional, Chisináu.

## Demografía
En el censo 2014 el total de población de la localidad fue de 1 531 habitantes.